# Chencelou (köpinghuvudort i Kina, Hubei Sheng, lat 30,60, long 115,05)
Chencelou (kinesiska: Chencelou Zhen, 陈策楼镇) är en köpinghuvudort i Kina. Den ligger i provinsen Hubei, i den centrala delen av landet, omkring 73 kilometer öster om provinshuvudstaden Wuhan. Antalet invånare är 25 856. Befolkningen består av 12 532 kvinnor och 13 324 män. Barn under 15 år utgör 14,0 %, vuxna 15-64 år 73 %, och äldre över 65 år 12,0 %.
Runt Chencelou är det tätbefolkat, med 550 invånare per kvadratkilometer. Närmaste större samhälle är Bahe, 19,0 km söder om Chencelou. Trakten runt Chencelou består till största delen av jordbruksmark.
Genomsnittlig årsnederbörd är 1 868 millimeter. Den regnigaste månaden är juli, med i genomsnitt 305 mm nederbörd, och den torraste är januari, med 48 mm nederbörd.